# Орлова Марія Андріївна
Марія Андріївна Орлова (23 січня 1903 — 5 лютого 1984) — передовик радянського сільського господарства, доярка племінного молочного радгоспу «Караваєво» Міністерства радгоспів СРСР, Костромського району Костромської області, Герой Соціалістичної Праці (1950).

## Біографія
Народилася в 1903 році в селі Гридино, нині Костромського району Костромської області в селянській родині.
У 1928 році разом із чоловіком переїхали на постійне місце проживання в село Караваєво, працевлаштувалася дояркою. В 1930 році була виведена нова порода корів, відома нині як "костромська". Племінний молочний радгосп "Караваєво" почав активно брати участь у процесі селекції. Грамотний підхід до роботи з тваринами приніс свої результати по надою молока від цієї нової породи корів. 
Під час війни тваринники продовжували працювати зі стадом. Робили все можливе щоб зберегти нову породу. У 1944 році порода була затверджена як "костромська".
За підсумками роботи у 1948 році від кожної закріпленої корови отримано за 4561 кілограм молока. У 1949 році було отримано 5978 кілограм молока. 
Указом Президії Верховної Ради СРСР від 16 жовтня 1950 року за отримання високих результатів у сільському господарстві і рекордні показники у тваринництві Марії Андріївні Орловій присвоєно звання Героя Соціалістичної Праці з врученням ордена Леніна і медалі «Серп і Молот».
Продовжувала і далі працювати в сільському господарстві. 
Померла 5 лютого 1984 року. 

## Нагороди
- золота зірка «Серп і Молот» (16.10.1950)
- орден Леніна (16.10.1950)
- Два ордена Трудового Червоного Прапора (25.08.1948, 12.07.1949)
- інші медалі.